# José Egea
José Egea Gómez (Barcelona, Barcelona, España, 25 de julio de 1923 — Granollers, Barcelona, España, 2 de octubre de 2012) fue un futbolista español que se desempeñaba como delantero.

## Clubes
| Club             | País   | Año       |
| ---------------- | ------ | --------- |
| R. C. D. Español | España | 1949-1953 |